# Gotički roman
Gotski ili gotički roman je bila književna vrsta pripovetke i romana strave, koja se pojavila u drugoj polovini 18. veka u Engleskoj. Poezija ovog razdoblja težila je slobodnijem stilu, i nastojala se približiti gradjanskom govoru. Gotski roman je roman strave, u kojem se opisuju priče natprirodnog, mističnog sadržaja. Nastao je kao reakcija na racionalistički građanski roman. Bio je i pod uticajem nemačke natprirodne proze. Opisuje scene iz feudalnog srednjeg veka i romantiku proze. Prvi roman okarakterisan kao gotski je Otrantski zamak, Horasa Volpola iz 1764. Naziv potiče od stilskog gotičkog razdoblja, koje se u ovom smislu najviše odnosi na arhitekturu. Inspiracija gotskoj prozi su bile ruševine gotičkih crkava i građevina.